# Tillandsia lorentziana
Tillandsia lorentziana är en gräsväxtart som beskrevs av August Heinrich Rudolf Grisebach. Tillandsia lorentziana ingår i släktet Tillandsia och familjen Bromeliaceae. Inga underarter finns listade i Catalogue of Life.

## Bildgalleri

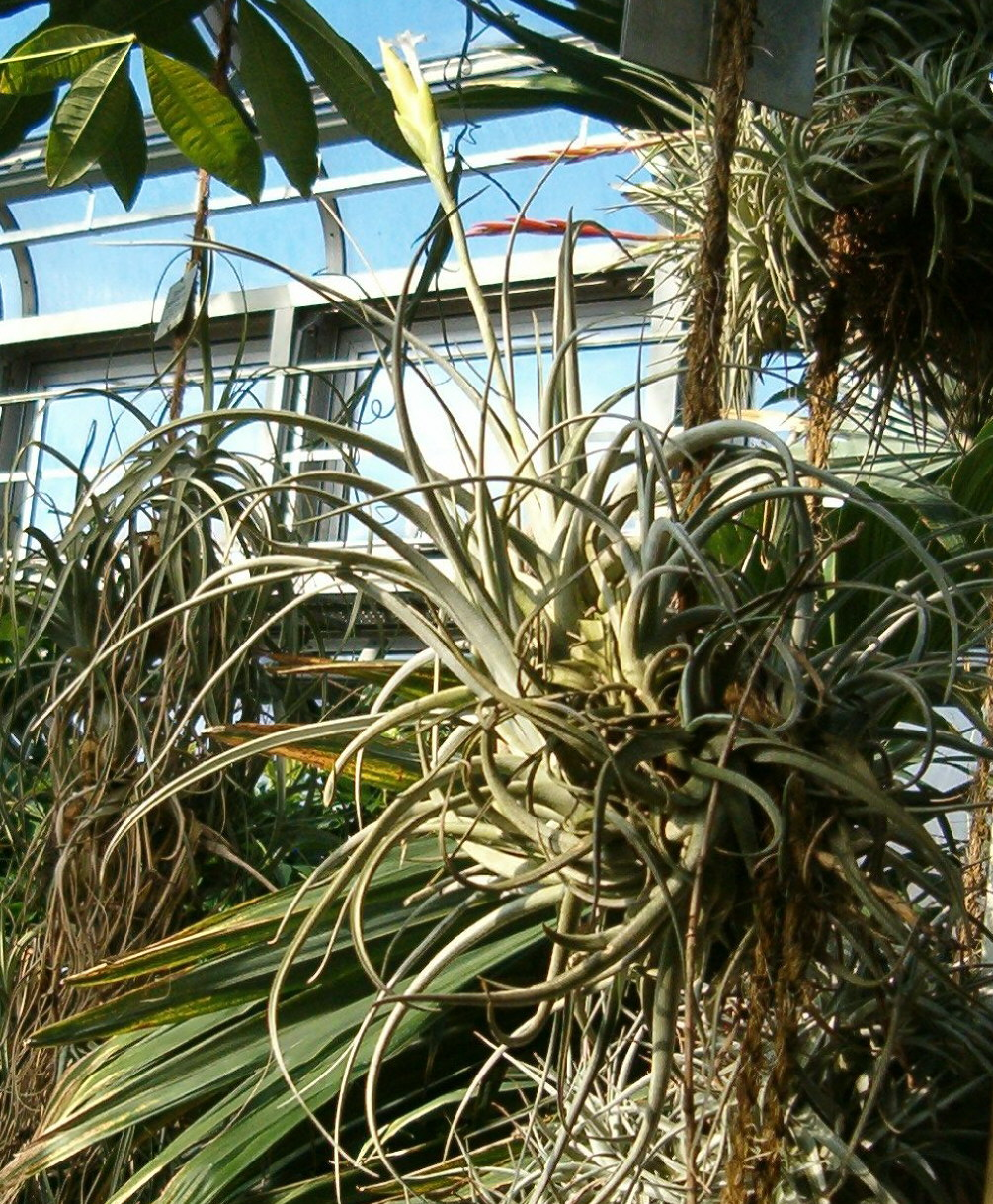
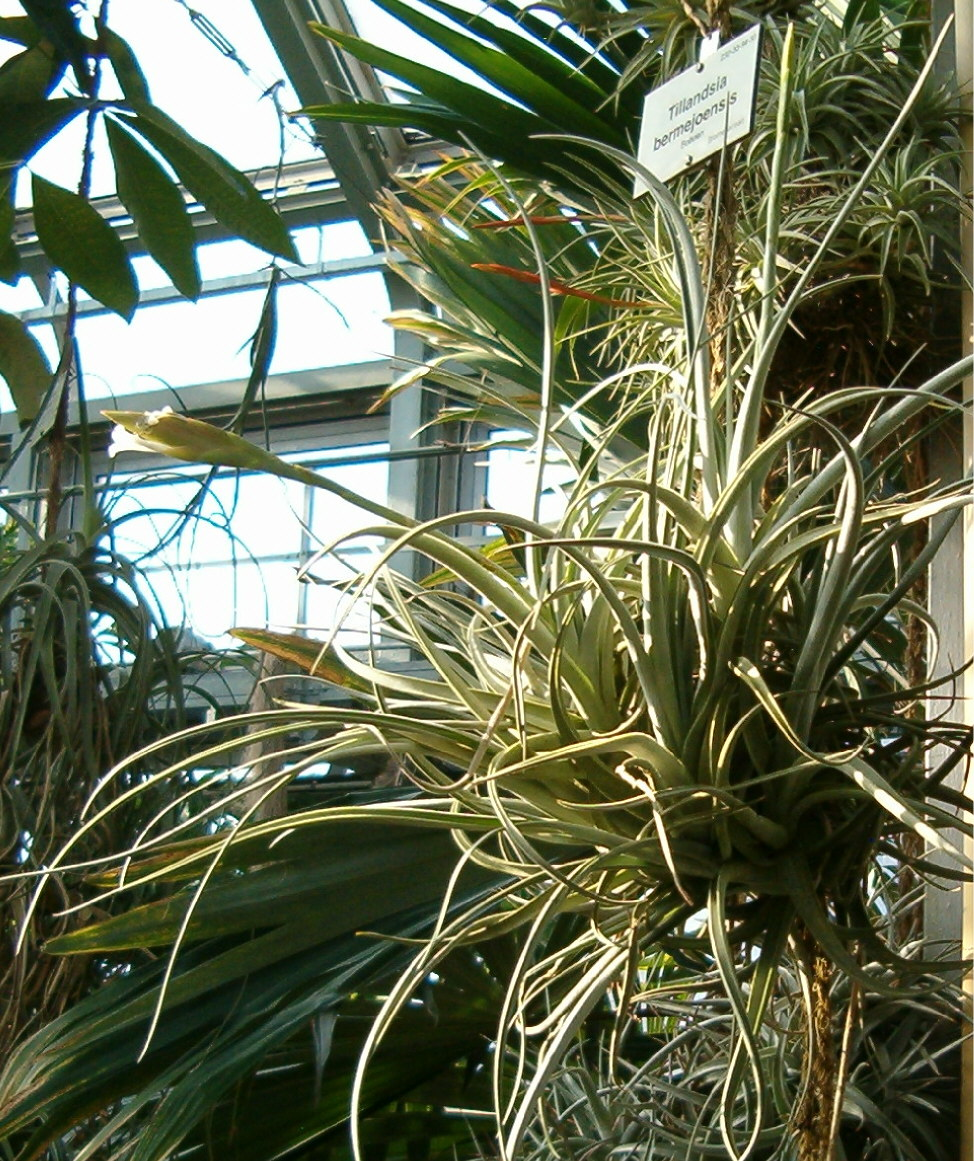